# Reinhold Wilhelm Eduard Weber
Reinhold Wilhelm Eduard Weber (* 6. Juli 1813 in Rheinsberg (Kreis Neuruppin); † 3. Dezember 1894 in Breslau) war königlich preußischer Generalmajor und zuletzt Kommandeur des Pionierbataillons Nr. 2.

## Herkunft
Seine Eltern waren Dr. med. Johann Dietrich Ferdinand Weber (* 8. Juni 1882; † 15. Januar 1847) und dessen Ehefrau Wilhelmine Dorothea Neumann (* 19. Februar 1782; † 25. Januar 1861). Sein Vater war zunächst Regimentsarzt im 6. Infanterie-Regiment und dann praktischer Arzt in Rheinsberg.

## Leben
Reinhold Weber erhielt seine schulische Bildung zunächst auf dem Athenee royal in Luxemburg und dann auf dem evangelischen Gymnasium in Glogau. Nach seinem Abschluss ging er am 1. Oktober 1830 als Pionier in die 5. Pionierabteilung. Dort wurde er vom 1. Oktober 1831 bis zum 31. Juli 1834 auf die Vereinigte Artillerie- und Ingenieurschule abkommandiert. In dieser Zeit wurde er am 26. Dezember 1831 zum Portepeefähnrich ernannt und am 10. September 1833 als Seconde-Lieutenant in die 2. Ingenieur-Inspektion aggregiert.
Nach seiner Rückkehr kam er am 1. Oktober 1834 wieder in die 5. Pionierabteilung und wurde am 2. Oktober 1835 in der 2. Ingenieur-Inspektion einrangiert. Während eines schweren Hochwassers wurde er 1838 zu Rettungsarbeiten nach Wilkau abkommandiert. Für seinen dort gezeigten Mut bei der Rettung von Menschenleben bekam er am 22. Juli 1838 den Roten Adlerorden 4. Klasse. Von 1838 bis 1839 war er dann kurz Lehrer an der Divisionsschule der 9. Division, aber schon am 1. Juli 1839 kam er zu Fortifikationsarbeiten in die Festung Schweidnitz. Nach dem großen Brand in Hamburg wurde er 1842 zu Rettungs- und Aufräumarbeiten abkommandiert. Dafür erhielt er die Hamburger Dankmedaille. Anschließend wurde er am 23. Februar 1844 zu Fortifikationsarbeiten nach Neiße geschickt. Er erhielt 1845 ein Belobigung des Königs und am 30. Dezember 1845 die Beförderung zum Premier-Lieutenant. Am 13. August 1846 kam er als Adjutant in die 3. Ingenieurinspektion und dort am 6. März 1859 in die Pionierabteilung. Er wurde am 8. November 1849 zum Hauptmann befördert und zugleich zu Fortifikationsdienste in die Festung Torgau  versetzt. Am 1. Oktober 1853 kam er als Kommandeur der 2. Kompanie in die 3. Pionierabteilung. Von dort kam er am 23. Januar 1855 als Ingenieur-Offizier vom Platz in die Festung Cosel und am 23. Januar 1858 zum Major befördert in gleicher Stellung in die Festung Magdeburg. Während des Krimkrieges wurde er 1859 nach Sewastopol geschickt, um die dortigen Belagerungsarbeiten zu begutachten. Nach seiner Rückkehr wurde er am 6. November 1861 zum Kommandeur des Pionierbataillons Nr. 2 ernannt und am 17. März 1863 zum Oberstleutnant befördert.
Während des Deutschen Krieges befand er sich im Generalkommando des I. Armeekorps und nahm an den Gefechten bei Trautenau und Tobitschau, der Schlacht bei Königgrätz sowie dem Vorstoß gegen Prerau und der Einschließung von Olmütz teil. Dafür erhielt er am 20. September 1866 den Roten Adlerorden 3. Klasse mit Schwertern.
Er wurde am 26. Juli 1870 zum Generalmajor befördert und nahm als solcher am Deutsch-Französischen Krieg teil. Während des Feldzuges war er neben seiner Stellung als Inspekteur der 3. Festungsinspektion zugleich Inspekteur der 2. Pionierinspektion. Nach dem Krieg wurde er am 15. August 1871 mit Pension zur Disposition gestellt und am 29. August 1871 auch noch mit dem Roten Adlerorden 2. Klasse mit Eichenlaub und Schwertern am Ring ausgezeichnet. Er starb am 3. Dezember 1894 in Breslau.

## Familie
Weber heiratete am 7. November 1842 in Magdeburg Sophie Amalie Meißner (* 6. Oktober 1817; † 30. Juni 1889), eine Tochter des Hofapothekers Gottfried Ferdinand Kasper Meißner.